# Zentralamerikanische Handballmeisterschaft der Männer 2017
Die Zentralamerikanische Handballmeisterschaft der Männer 2017 war die dritte Austragung der Zentralamerikanischen Handballmeisterschaft für Männer-Nationalmannschaften Zentralamerikas. Organisiert wurde sie von der Pan-American Team Handball Federation. Gespielt wurde in einem einfachen Jeder-gegen-jeden-Turnier. Sieger in Guatemala-Stadt, Guatemala, wurde die Guatemaltekische Männer-Handballnationalmannschaft, die sich damit für die Handball-Panamerikameisterschaft der Männer 2018 qualifizierte.

## Turnier
| Pl. | Land        | Sp. | S | U | N | Tore      | Diff. | Punkte |
| --- | ----------- | --- | - | - | - | --------- | ----- | ------ |
| 1.  | Guatemala   | 4   | 4 | 0 | 0 | 0151:800  | +71   | 8      |
| 2.  | Costa Rica  | 4   | 2 | 1 | 1 | 0103:940  | +9    | 5      |
| 3.  | Nicaragua   | 4   | 2 | 1 | 1 | 0101:1140 | −13   | 5      |
| 4.  | El Salvador | 4   | 1 | 0 | 3 | 082:1000  | −18   | 2      |
| 5.  | Honduras    | 4   | 0 | 0 | 4 | 080:1290  | −49   | 0      |

Anmk.: Bei Punktgleichheit entschied der direkte Vergleich, dann das Torverhältnis.
| 20. März 2017 | El Salvador | 21:22 | Nicaragua | Gimnasio Teodoro Palacios Flores, Guatemala-Stadt |
| 20. März 2017 |             |       |           | Gimnasio Teodoro Palacios Flores, Guatemala-Stadt |
| 20. März 2017 |             |       |           | Gimnasio Teodoro Palacios Flores, Guatemala-Stadt |

| 20. März 2017 | Guatemala | 47:16 | Honduras | Gimnasio Teodoro Palacios Flores, Guatemala-Stadt |
| 20. März 2017 |           |       |          | Gimnasio Teodoro Palacios Flores, Guatemala-Stadt |
| 20. März 2017 |           |       |          | Gimnasio Teodoro Palacios Flores, Guatemala-Stadt |

| 21. März 2017 | Honduras | 15:26 | Costa Rica | Gimnasio Teodoro Palacios Flores, Guatemala-Stadt |
| 21. März 2017 |          |       |            | Gimnasio Teodoro Palacios Flores, Guatemala-Stadt |
| 21. März 2017 |          |       |            | Gimnasio Teodoro Palacios Flores, Guatemala-Stadt |

| 21. März 2017 | Guatemala | 38:20 | Nicaragua | Gimnasio Teodoro Palacios Flores, Guatemala-Stadt |
| 21. März 2017 |           |       |           | Gimnasio Teodoro Palacios Flores, Guatemala-Stadt |
| 21. März 2017 |           |       |           | Gimnasio Teodoro Palacios Flores, Guatemala-Stadt |

| 22. März 2017 | Honduras | 26:30 | Nicaragua | Gimnasio Teodoro Palacios Flores, Guatemala-Stadt |
| 22. März 2017 |          |       |           | Gimnasio Teodoro Palacios Flores, Guatemala-Stadt |
| 22. März 2017 |          |       |           | Gimnasio Teodoro Palacios Flores, Guatemala-Stadt |

| 22. März 2017 | Costa Rica | 20:19 | El Salvador | Gimnasio Teodoro Palacios Flores, Guatemala-Stadt |
| 22. März 2017 |            |       |             | Gimnasio Teodoro Palacios Flores, Guatemala-Stadt |
| 22. März 2017 |            |       |             | Gimnasio Teodoro Palacios Flores, Guatemala-Stadt |

| 23. März 2017 | Nicaragua | 29:29 | Costa Rica | Gimnasio Teodoro Palacios Flores, Guatemala-Stadt |
| 23. März 2017 |           |       |            | Gimnasio Teodoro Palacios Flores, Guatemala-Stadt |
| 23. März 2017 |           |       |            | Gimnasio Teodoro Palacios Flores, Guatemala-Stadt |

| 23. März 2017 | Guatemala | 35:16 | El Salvador | Gimnasio Teodoro Palacios Flores, Guatemala-Stadt |
| 23. März 2017 |           |       |             | Gimnasio Teodoro Palacios Flores, Guatemala-Stadt |
| 23. März 2017 |           |       |             | Gimnasio Teodoro Palacios Flores, Guatemala-Stadt |

| 24. März 2017 | El Salvador | 26:23 | Honduras | Gimnasio Teodoro Palacios Flores, Guatemala-Stadt |
| 24. März 2017 |             |       |          | Gimnasio Teodoro Palacios Flores, Guatemala-Stadt |
| 24. März 2017 |             |       |          | Gimnasio Teodoro Palacios Flores, Guatemala-Stadt |

| 24. März 2017 | Guatemala | 31:28 | Costa Rica | Gimnasio Teodoro Palacios Flores, Guatemala-Stadt |
| 24. März 2017 |           |       |            | Gimnasio Teodoro Palacios Flores, Guatemala-Stadt |
| 24. März 2017 |           |       |            | Gimnasio Teodoro Palacios Flores, Guatemala-Stadt |